# Tor Lund
Tor Lund (Bergen, 20 gennaio 1888 – Bergen, 1º settembre 1972) è stato un ginnasta norvegese.

## Palmarès

### Olimpiadi
- 1 medaglia:
  - 1 oro (Stoccolma 1912 nel concorso libero a squadre)